# Ellingsrudåsen stasjon

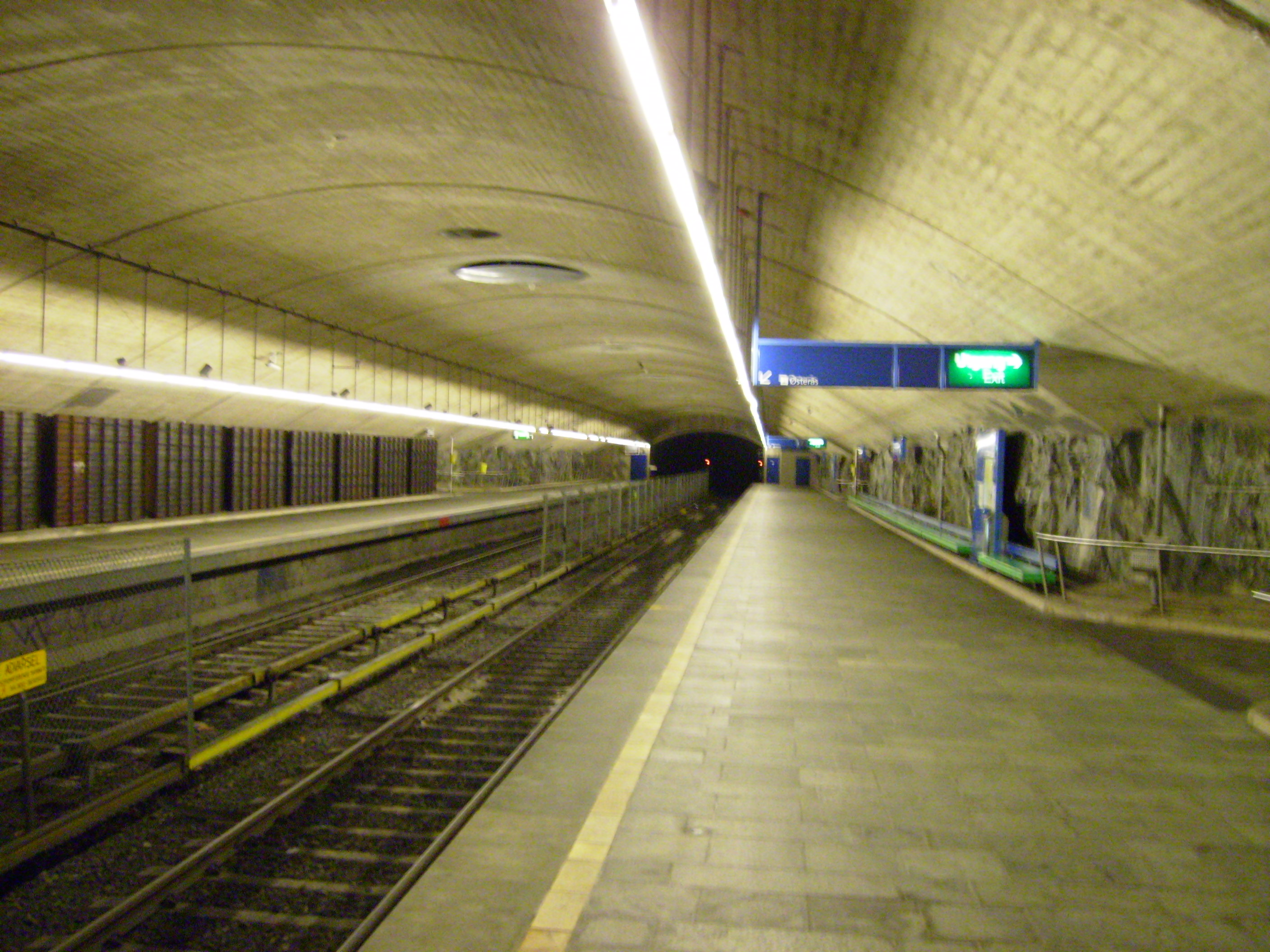
Ellingsrudåsen stasjon

Ellingsrudåsen stasjon är en tunnelbanestation i Oslo, Norge. Den är sedan invigningen den 8 november 1981 ändhållplats för Furusetbanen (linje 2).
Stationen ligger 165,2 meter över havet och man tar sig till stationen via hiss från Ellingsrud senter, eller via en lång gångtunnel från Munkebekken. Stationen har i likhet med Romsås stasjon naturliga bergväggar. Stationen ritades av arkitekten Guttorm Bruskeland.